# 海の駅一覧
海の駅一覧（うみのえきいちらん）は、 国土交通省に登録された海の駅の一覧である。
2025年6月現在、日本全体で180駅ある。ただし、海の駅に登録された後でも、施設の閉鎖やビジターバースの廃止などにより登録が取り消されることがあるため、公式サイトを確認すること。以下のエリア区分および掲載順は公式サイトを基に一部改変している。
- 「O」は「みなとオアシス」にも登録されている施設（近隣含む）。
- 「R」は「道の駅」にも登録されている施設（近隣含む）。

## 北海道エリア
| 駅名                         | 所在地           | 施設名                                    | 備考 |
| ---------------------------- | ---------------- | ----------------------------------------- | ---- |
| わっかない海の駅             | 北海道稚内市     | 稚内副港市場/稚内市ポートサービスセンター | O・R |
| りしりとう・おしどまり海の駅 | 北海道利尻富士町 | りしりとう・おしどまりターミナル          | O    |
| むろらん海の駅               | 北海道室蘭市     | エンルムマリーナ室蘭                      | O・R |
| もんべつ海の駅               | 北海道紋別市     | 紋別市海洋交流館                          | O・R |
| おたる海の駅                 | 北海道小樽市     | 小樽港マリーナ                            |      |
| とまこまい海の駅             | 北海道苫小牧市   | 勇払マリーナ                              | O    |
| はこだて海の駅               | 北海道函館市     | 一映マリーナ                              | O    |
| えさし海の駅                 | 北海道江差町     | 江差港マリーナ                            | O・R |

## 東北エリア
| 駅名                 | 所在地           | 施設名             | 備考                                             |
| -------------------- | ---------------- | ------------------ | ------------------------------------------------ |
| あおもり海の駅       | 青森県青森市     | 青森マリーナ       | O                                                |
| みやこ海の駅         | 岩手県宮古市     | リアスハーバー宮古 | O・R                                             |
| おおふなと海の駅     | 岩手県大船渡市   | 互洋大船渡マリーナ |                                                  |
| いしのまき海の駅     | 宮城県石巻市     | 石巻南浜マリーナ   |                                                  |
| おが海の駅           | 秋田県男鹿市     | 男鹿マリーナ       | O・R 海の駅公式サイトに記載なし（2025年5月時点） |
| あきた海の駅         | 秋田県秋田市     | 秋田マリーナ       | O・R                                             |
| ゆりほんじょう海の駅 | 秋田県由利本荘市 | 本荘マリーナ       | O 海の駅公式サイトに記載なし（2025年5月時点）    |
| いわき海の駅         | 福島県いわき市   | ボートショップ海   |                                                  |

## 関東エリア
| 駅名                               | 所在地                     | 施設名                                      | 備考 |
| ---------------------------------- | -------------------------- | ------------------------------------------- | ---- |
| おおあらい海の駅                   | 茨城県大洗町               | 大洗マリーナ                                | O    |
| かすみがうら海の駅                 | 茨城県土浦市               | ラクスマリーナ                              |      |
| ちょうし海の駅                     | 千葉県銚子市               | 銚子マリーナ                                |      |
| かもがわ海の駅                     | 千葉県鴨川市               | 鴨川フィッシャリーナ                        |      |
| きょなん・ほた海の駅               | 千葉県鋸南町               | 保田漁港 お食事処ばんや/ばんやの湯          |      |
| いすみ海の駅                       | 千葉県いすみ市             | 房総マリーナ                                |      |
| きさらづ海の駅                     | 千葉県木更津市             | セントラル木更津マリーナ                    |      |
| うらやす海の駅                     | 千葉県浦安市               | 浦安マリーナ                                |      |
| えどがわ海の駅                     | 東京都江戸川区             | ニューポート江戸川                          |      |
| ゆめのしま海の駅                   | 東京都江東区               | 東京夢の島マリーナ                          |      |
| よこはま・つるみ海の駅             | 神奈川県横浜市鶴見区       | MARINA BLEU 横浜                            |      |
| よこはま・みなとみらい海の駅       | 神奈川県横浜市西区         | みなとみらい桟橋（ぷかりさん橋）            |      |
| よこはま・しんこう海の駅           | 神奈川県横浜市中区         | 新港8号ビジターバース（横浜ハンマーヘッド） |      |
| よこはま・しんやました海の駅       | 神奈川県横浜市中区         | レストラン「リジャール」                    |      |
| よこはま・かなざわ海の駅           | 神奈川県横浜市金沢区       | 横浜ベイサイドマリーナ                      |      |
| よこすか・ふかうら海の駅           | 神奈川県横須賀市浦郷町     | 横須賀市立深浦ボートパーク                  |      |
| しょうなん・逗子マリーナ海の駅     | 神奈川県逗子市             | リビエラ逗子マリーナ                        |      |
| はやま港海の駅                     | 神奈川県葉山町             | 葉山港                                      |      |
| こあじろ・シーボニアマリーナ海の駅 | 神奈川県三浦市三崎町小網代 | シーボニアマリーナ                          |      |
| うらが海の駅                       | 神奈川県横須賀市東浦賀     | サニーサイドマリーナ ウラガ                 |      |
| にしうらが海の駅                   | 神奈川県横須賀市西浦賀     | シティマリーナヴェラシス                    |      |
| みうら・みさき海の駅               | 神奈川県三浦市三崎5丁目    | 三崎フィッシャリーナ・ウォーフ「うらり」    |      |
| ひらつか海の駅                     | 神奈川県平塚市             | 平塚漁港フィッシャリーナ                    |      |
| まなづる海の駅                     | 神奈川県真鶴町             | 真鶴ベイマリーナ                            |      |

## 中部エリア
| 駅名                         | 所在地                       | 施設名                                     | 備考                                        |
| ---------------------------- | ---------------------------- | ------------------------------------------ | ------------------------------------------- |
| あたみ海の駅                 | 静岡県熱海市                 | スパ・マリーナ熱海                         |                                             |
| いとう海の駅                 | 静岡県伊東市                 | 伊東サンライズマリーナ（伊東マリンタウン） | R                                           |
| しもだ海の駅                 | 静岡県下田市                 | 下田ボートサービス                         | R                                           |
| にしいず・あらりしっぷ海の駅 | 静岡県西伊豆町安良里         | アラリシップビルダーズ                     |                                             |
| ぬまづ・えのうら海の駅       | 静岡県沼津市江浦             | ヤマハマリーナ沼津                         |                                             |
| ぬまづ港海の駅               | 静岡県沼津市千本港町         | 沼津港 内港浮桟橋                          |                                             |
| ぬまづ・へだ海の駅           | 静岡県沼津市戸田             | 戸田漁港 戸田浮桟橋                        |                                             |
| しみず・みほ海の駅           | 静岡県静岡市清水区折戸       | 富士山羽衣マリーナ                         | 名称は地名の「三保」から。                  |
| するが・もちむね海の駅       | 静岡県静岡市駿河区広野海岸通 | 用宗フィッシャリーナ                       | 2025年6月1日登録                            |
| はまなこ・むらくし海の駅     | 静岡県浜松市中央区村櫛町     | ボートクラブカナル                         |                                             |
| はまなこ・こさい海の駅       | 静岡県湖西市入出             | ヤマハマリーナ浜名湖                       |                                             |
| はまなこ・あらい海の駅       | 静岡県湖西市新居町           | 新居マリーナ                               |                                             |
| はまなこ・わしづ海の駅       | 静岡県湖西市新所             | スズキマリーナ浜名湖                       | 名称は南東の地名「鷲津」から。              |
| はまなこ・みっかび海の駅     | 静岡県浜松市浜名区三ヶ日町   | 東急マリーナ浜名湖                         |                                             |
| みと海の駅                   | 愛知県豊川市御津町           | 三河みとマリーナ                           |                                             |
| がまごおり海の駅             | 愛知県蒲郡市海陽町           | ラグナマリーナ（ラグーナテンボス）         |                                             |
| みかわ・にしうら海の駅       | 愛知県蒲郡市西浦町倉舞       | 西浦シーサイド                             |                                             |
| にしうらおんせん海の駅       | 愛知県蒲郡市西浦町大山       | 西浦マリーナ                               | 海の駅公式サイトに記載なし（2024年5月時点） |
| はず海の駅                   | 愛知県西尾市東幡豆町         | マリーナ東海                               | 2020年3月末で施設閉鎖済                     |
| たかはま海の駅               | 愛知県高浜市                 | NTPマリーナ高浜                            |                                             |
| りんくう・とこなめ海の駅     | 愛知県常滑市                 | NTPマリーナりんくう                        |                                             |
| みえ・よっかいち海の駅       | 三重県四日市市               | 伊勢湾マリーナ                             |                                             |
| みえ・かわげ海の駅           | 三重県津市河芸町             | マリーナ河芸                               |                                             |
| みえ・つ海の駅               | 三重県津市津興               | 津ヨットハーバー                           | O                                           |
| みえ・みなみいせ海の駅       | 三重県南伊勢町船越           | 志摩ヨットハーバー                         |                                             |
| とば・まとや海の駅           | 三重県鳥羽市                 | （南鳥羽・的矢湾）鳥羽マリーナ             | 海の駅公式サイトに記載なし（2024年5月時点） |
| ごかしょ海の駅               | 三重県南伊勢町五ヶ所浦       | 五ヶ所港                                   | 海の駅公式サイトに記載なし（2024年5月時点） |

## 北陸・信越エリア
| 駅名             | 所在地                 | 施設名                                 | 備考 |
| ---------------- | ---------------------- | -------------------------------------- | ---- |
| かなざわ海の駅   | 石川県金沢市           | ウォーターフロントパーク金沢           |      |
| さどおぎ海の駅   | 新潟県佐渡市小木町     | 力屋観光汽船                           |      |
| かしわざき海の駅 | 新潟県柏崎市           | 新潟県柏崎マリーナ                     |      |
| みずはし海の駅   | 富山県富山市水橋辻ヶ堂 | 水橋フィッシャリーナ                   |      |
| しんみなと海の駅 | 富山県射水市           | 富山県新湊マリーナ（海竜マリンパーク） | O・R |
| わじま海の駅     | 石川県輪島市           | 輪島市マリンタウンボートパーク         | O・R |

## 日本海エリア
| 駅名                               | 所在地                 | 施設名                                   | 備考                                                          |
| ---------------------------------- | ---------------------- | ---------------------------------------- | ------------------------------------------------------------- |
| わかさおばま海の駅                 | 福井県小浜市           | 若狭フィッシャーマンズワーフ（小浜漁港） | 2017年6月9日登録。海の駅公式サイトに記載なし（2024年5月時点） |
| うみんぴあ大飯海の駅               | 大飯郡おおい町         | うみんぴあ大飯マリーナ                   | O・R                                                          |
| まいづるセントラル・マリーナ海の駅 | 京都府舞鶴市字長浜宮谷 | 舞鶴セントラル・マリーナ                 |                                                               |
| まいづるリバーサイドマリーナ海の駅 | 京都府舞鶴市字丸田     | 舞鶴リバーサイドマリーナ                 |                                                               |
| たいみやづヨットハーバー海の駅     | 京都府宮津市           | 田井宮津ヨットハーバー                   | O                                                             |

## 兵庫エリア
| 駅名                     | 所在地                     | 施設名                                 | 備考                                        |
| ------------------------ | -------------------------- | -------------------------------------- | ------------------------------------------- |
| しんにしのみや海の駅     | 兵庫県西宮市西宮浜         | 新西宮ヨットハーバー                   |                                             |
| にしのみや・えびす海の駅 | 兵庫県西宮市西波止場町     | ウィンドワードオーシャンクラブ         |                                             |
| こうべすま海の駅         | 兵庫県神戸市須磨区         | 神戸市立須磨ヨットハーバー             | O                                           |
| こうべたるみ海の駅       | 兵庫県神戸市垂水区         | 神戸フィッシャリーナ（マリンピア神戸） |                                             |
| あいおい白龍城海の駅     | 兵庫県相生市               | あいおい白龍城                         | O・R                                        |
| むろつ海宝海の駅         | 兵庫県たつの市御津町室津   | 津田宇水産/海鮮料理 海宝               |                                             |
| ひめじいえしま海の駅     | 兵庫県姫路市家島町         | 真浦港/家島観光事業組合                |                                             |
| あわじ交流の翼港海の駅   | 兵庫県淡路市楠木           | あわじ交流の翼港                       |                                             |
| あわじ島つな港海の駅     | 兵庫県淡路市志筑地先       | 津名港ターミナル                       |                                             |
| すもとサントピア海の駅   | 兵庫県洲本市               | サントピアマリーナ                     |                                             |
| 南あわじみなと海の駅     | 兵庫県南あわじ市湊         | 前川造船株式会社                       |                                             |
| あわじ じゃのひれ 海の駅 | 兵庫県南あわじ市阿万塩屋町 | 淡路じゃのひれアウトドアリゾート       | 2024年7月1日登録                            |
| ひめじきば海の駅         | 兵庫県姫路市木場           | 木場ヨットハーバー                     | 海の駅公式サイトに記載なし（2024年5月時点） |

## 近畿エリア
| 駅名                                 | 所在地                       | 施設名                               | 備考                                        |
| ------------------------------------ | ---------------------------- | ------------------------------------ | ------------------------------------------- |
| おおさかほっこう海の駅               | 大阪府大阪市此花区           | 大阪北港マリーナ                     |                                             |
| おおさかふくしま・中之島ゲート海の駅 | 大阪府大阪市福島区           | 中之島ゲート ノースピア              |                                             |
| かいづか・にしきのはま海の駅         | 大阪府貝塚市                 | 二色ハーバー                         |                                             |
| いずみさの関空マリーナ海の駅         | 大阪府泉佐野市               | いずみさの関空マリーナ               |                                             |
| たじり海の駅                         | 大阪府泉南郡田尻町           | 田尻漁業協同組合（青木ヨット）       |                                             |
| たんのわヨットハーバー海の駅         | 大阪府岬町淡輪               | 淡輪ヨットハーバー                   | O                                           |
| わかやまマリーナシティ海の駅         | 和歌山県和歌山市             | 和歌山マリーナシティ                 | O                                           |
| ゆあさ海の駅                         | 和歌山県湯浅町湯浅           | 湯浅港                               |                                             |
| きいゆら海の駅                       | 和歌山県由良町               | ナカヤマリーナ                       |                                             |
| たなべ・うちのうら海の駅             | 和歌山県田辺市新庄町北内之浦 | 新庄漁業協同組合（丸長水産株式会社） |                                             |
| たなべシータイガー海の駅             | 田辺市天神崎                 | 南紀シータイガーマリーナ             | 海の駅公式サイトに記載なし（2024年5月時点） |
| なちかつうら海の駅                   | 和歌山県那智勝浦町           | フィッシャリーナ那智                 |                                             |

## 瀬戸内・中国エリア
| 駅名                                 | 所在地                     | 施設名                                               | 備考                                        |
| ------------------------------------ | -------------------------- | ---------------------------------------------------- | ------------------------------------------- |
| ひなせ海の駅                         | 岡山県備前市日生町寒河     | 日生マリーナ                                         |                                             |
| ヴィステラ海の駅                     | 岡山県備前市日生町日生     | ヴィステラマリーナ                                   |                                             |
| おかやませとうち海の駅               | 岡山県瀬戸内市邑久町       | レジーアマリーナ                                     |                                             |
| うしまど海の駅                       | 岡山県瀬戸内市牛窓町牛窓   | ホテル リマーニ                                      |                                             |
| うしまどヨットハーバー海の駅         | 岡山県瀬戸内市牛窓町牛窓   | 岡山県牛窓ヨットハーバー                             |                                             |
| おかやま海の駅                       | 岡山県岡山市南区           | 宮浦マリーナ                                         |                                             |
| たまの・うの港海の駅                 | 岡山県玉野市宇野           | 宇野港                                               | O                                           |
| くらしき・こじま海の駅               | 岡山県倉敷市               | 児島観光港                                           |                                             |
| かさおか・こうのしま海の駅           | 岡山県笠岡市神島           | シーアンカー                                         |                                             |
| いしのしま・きたぎしま海の駅         | 岡山県笠岡市北木島町       | K's LABO                                             |                                             |
| うつみ海の駅                         | 広島県福山市内海町         | 内海フィッシャリーナ                                 |                                             |
| さかいがはま海の駅                   | 広島県尾道市浦崎町         | ベラビスタマリーナ                                   | 浜名「境ガ浜」から。                        |
| おのみち海の駅                       | 広島県尾道市土堂           | 尾道港 尾道中央ビジター桟橋                          |                                             |
| みはら海の駅                         | 広島県三原市               | 三原港桟橋                                           | O・R                                        |
| かまがり海の駅                       | 広島県呉市蒲刈町           | 広島県立 県民の浜                                    |                                             |
| おおさきかみじま海の駅               | 広島県大崎上島町沖浦       | 沖浦漁港フィッシャリーナ                             |                                             |
| おおさきかみじま すかいまりん 海の駅 | 広島県大崎上島町東野字鮴崎 | AQUAROOM SKYMARINE                                   | 2024年7月5日登録                            |
| ゆたか海の駅                         | 広島県呉市豊町             | ゆたか海の駅とびしま館                               | 道の駅第1号                                 |
| たけはら海の駅                       | 広島県竹原市港町           | 竹原港北崎旅客ターミナル                             | O・R                                        |
| くらはし海の駅                       | 広島県呉市倉橋町           | 桂浜温泉館                                           |                                             |
| くれ海の駅                           | 広島県呉市築地町           | クレイトンベイホテル                                 |                                             |
| おおがき海の駅                       | 広島県江田島市大柿町       | 沖野島マリーナ                                       |                                             |
| よしじま海の駅                       | 広島県広島市中区吉島       | ボートパーク広島                                     | O                                           |
| ひろしま・かんおん海の駅             | 広島県広島市西区観音新町   | 広島観音マリーナ                                     |                                             |
| ひろしま・いつかいち海の駅           | 広島県広島市佐伯区         | 五日市メープルマリーナ（五日市漁港フィッシャリーナ） |                                             |
| みやじまぐち海の駅                   | 広島県廿日市市宮島口西     | 安芸グランドホテル                                   |                                             |
| のうみ海の駅                         | 広島県江田島市能美町       | シーサイド温泉のうみ                                 | 海の駅公式サイトに記載なし（2024年5月時点） |
| うさぎのしま・おおくのしま海の駅     | 広島県竹原市忠海町大久野島 | 大久野島                                             | 海の駅公式サイトに記載なし（2024年5月時点） |
| しゅうなん海の駅                     | 山口県周南市               | マリーナシーホース                                   | O                                           |
| とくやま・くだまつ海の駅             | 山口県周南市               | グリーンヤマトマリーナ                               |                                             |
| すおうおおしまあげのしょう海の駅     | 山口県周防大島町           | 周防大島安下庄港                                     | O                                           |
| マリーナはぎ海の駅                   | 山口県萩市椿東             | マリーナ萩                                           |                                             |
| センザキッチン海の駅                 | 山口県長門市仙崎           | センザキッチン                                       | R                                           |
| やまぐち・うべ海の駅                 | 山口県宇部市               | UBEマリーナ                                          |                                             |
| おき・にしのしま海の駅               | 島根県西ノ島町             | 隠岐シーサイドホテル鶴丸                             |                                             |
| さかいみなと海の駅                   | 鳥取県境港市               | 境港公共マリーナ                                     |                                             |
| だいえい海の駅                       | 鳥取県北栄町               | マリーナ大栄                                         | R                                           |

## 四国エリア
| 駅名                           | 所在地                   | 施設名                             | 備考                                         |
| ------------------------------ | ------------------------ | ---------------------------------- | -------------------------------------------- |
| なおしま・みやのうら海の駅     | 香川県直島町宮ノ浦       | 宮浦港 宮浦1号浮桟橋               |                                              |
| しょうどしま・ふるさと村海の駅 | 香川県小豆島町           | 道の駅小豆島ふるさと村             | R                                            |
| さぬき・しど海の駅             | 香川県さぬき市志度       | 志度マリーナ（香川マリン）         |                                              |
| きたなだ海の駅                 | 徳島県鳴門市北灘町       | JF北灘さかな市                     |                                              |
| あわ・けんちょぴあ海の駅       | 徳島県鳴門市万代町       | ケンチョピア                       |                                              |
| たかまつ屋島海の駅             | 香川県高松市庵治町       | 屋島マリーナ（香川マリン）         |                                              |
| たかまつ海望海の駅             | 香川県高松市郷東町       | マリーナペラガス（海望企画）       | 海の駅公式サイトに記載なし（2024年12月時点） |
| たかまつ・しんざい海の駅       | 香川県高松市神在川窪町   | 高松神在港マリーナ（瀬戸内マリン） |                                              |
| たどつ・こんぴら海道海の駅     | 香川県多度津町           | 合田マリン                         | 海の駅公式サイトに記載なし（2024年5月時点）  |
| みとよ・詫間海の駅             | 香川県三豊市詫間町       | 瀬戸マリーナ                       | 海の駅公式サイトに記載なし（2024年5月時点）  |
| みとよ仁尾海の駅               | 香川県三豊市仁尾町       | 仁尾マリーナ                       |                                              |
| みとよ・あわしま海の駅         | 香川県三豊市詫間町粟島   | ル・ポール粟島                     |                                              |
| かみじまちょう・ゆげ海の駅     | 愛媛県上島町弓削         | 弓削港                             |                                              |
| かみじまちょう・いわぎ海の駅   | 愛媛県上島町岩城         | 岩城漁港                           |                                              |
| いまばり・いのくち海の駅       | 愛媛県今治市上浦町井口   | 上浦港                             |                                              |
| いまばり・みやうら海の駅       | 愛媛県今治市大三島町宮浦 | 宮浦港                             |                                              |
| いまばり海の駅                 | 愛媛県今治市片原町       | 今治港                             |                                              |
| にいはま海の駅                 | 愛媛県新居浜市           | 新居浜マリーナ                     | O                                            |
| まつやま・かざはや海の駅       | 愛媛県松山市粟井河原     | アンカレッジ・マリーナ             | 名称は地名の「風早」から。                   |
| まつやま・ほりえ海の駅         | 愛媛県松山市堀江町       | うみてらす                         |                                              |
| 八幡浜みなっと海の駅           | 愛媛県八幡浜市沖新田     | 八幡浜みなっと 桟橋                | O・R 2025年4月1日登録                        |
| せいよし・みかめ海の駅         | 愛媛県西予市三瓶町       | 潮彩館                             |                                              |
| とさ・龍馬海の駅               | 高知県高知市五台山       | 太平洋マリン                       |                                              |
| あいなんかわうそ村海の駅       | 愛媛県愛南町             | 向田水産                           |                                              |
| すさき・ヨシノマリーナ海の駅   | 高知県須崎市多ノ郷乙     | SUSAKIヨシノマリーナ               | O                                            |

## 九州・沖縄エリア
| 駅名                             | 所在地                       | 施設名                                         | 備考                                                                                     |
| -------------------------------- | ---------------------------- | ---------------------------------------------- | ---------------------------------------------------------------------------------------- |
| ふくおか・マリノア海の駅         | 福岡県福岡市西区小戸2丁目    | 西福岡マリーナ（マリノアシティ福岡）           |                                                                                          |
| ふくおか・うみのなかみち海の駅   | 福岡県福岡市東区西戸崎       | 海の中道マリーナ&テニス（海の中道海浜公園）    |                                                                                          |
| むなかたおおしま海の駅           | 福岡県宗像市大島             | うみんぐ大島                                   | O                                                                                        |
| しんもじ海の駅                   | 福岡県北九州市門司区         | 新門司マリーナ                                 |                                                                                          |
| くにさき・マリンピアむさし海の駅 | 大分県国東市                 | マリンピアむさし                               |                                                                                          |
| べっぷ海の駅                     | 大分県別府市                 | 別府港 北浜ヨットハーバー                      |                                                                                          |
| いまり海の駅                     | 佐賀県伊万里市               | いまりマリーナ                                 |                                                                                          |
| さが・からつ海の駅               | 佐賀県唐津市                 | 佐賀県ヨットハーバー                           |                                                                                          |
| ふくおか・おど海の駅             | 福岡県福岡市西区小戸2丁目    | 福岡市ヨットハーバー                           |                                                                                          |
| おおむらわん海の駅               | 長崎県時津町                 | マリーナアルパマ                               |                                                                                          |
| ながさき海の駅                   | 長崎県長崎市                 | 長崎サンセットマリーナ                         |                                                                                          |
| ながさき・でじま海の駅           | 長崎県長崎市                 | 長崎出島ハーバー                               | O                                                                                        |
| つしま海の駅                     | 対馬市                       | ハタシママリーナ                               |                                                                                          |
| いき 湯がっぱ海の駅              | 長崎県壱岐市                 | 海の駅 湯がっぱ                                |                                                                                          |
| ごとう・うくじま海の駅           | 長崎県佐世保市宇久町         | フィッシャリーナ宇久                           |                                                                                          |
| ハウステンボス海の駅             | 長崎県佐世保市ハウステンボス | 早岐港ハウステンボスマリーナ（ハウステンボス） | 2024年5月時点では公式サイトに記載されていなかったが、2024年11月1日に再度登録されている。 |
| かみごとう海の駅                 | 長崎県新上五島町鯛ノ浦       | 鯛ノ浦港ターミナル                             |                                                                                          |
| かみごとう・ならお海の駅         | 長崎県新上五島町奈良尾郷     | 奈良尾港ターミナルビル                         |                                                                                          |
| なかつこう海の駅                 | 大分県中津市                 | 中津港                                         | 海の駅公式サイトに記載なし（2024年5月時点）                                              |
| さいき・おおにゅうじま海の駅     | 大分県佐伯市                 | 大入島食彩館                                   | 海の駅公式サイトに記載なし（2024年5月時点）                                              |
| くまもと海の駅                   | 熊本県熊本市西区             | 熊本港                                         |                                                                                          |
| うと海の駅                       | 熊本県宇土市                 | 宇土マリーナ                                   |                                                                                          |
| みすみ海の駅                     | 熊本県宇城市三角町           | 三角港 波多マリーナ                            |                                                                                          |
| あまくさ海の駅                   | 熊本県上天草市               | フィッシャリーナ天草                           |                                                                                          |
| うしぶか海の駅                   | 熊本県天草市牛深町           | 牛深港                                         | O・R                                                                                     |
| かごしま・あくね海の駅           | 鹿児島県阿久根市             | 阿久根漁港（旧港）                             |                                                                                          |
| かごしま・いちきくしの海の駅     | 鹿児島県いちき串木野市       | 串木野フィッシャリーナ                         |                                                                                          |
| みやざき海の駅                   | 宮崎県宮崎市                 | サンマリーナ宮崎                               |                                                                                          |
| みやざき・にちなん海の駅         | 宮崎県日南市                 | カームラナイハーバー                           |                                                                                          |
| かごしま・ひらかわ海の駅         | 鹿児島県鹿児島市平川町       | 平川シーサイドマリーナ                         | 海の駅公式サイトに記載なし（2024年5月時点）                                              |
| せとうち海の駅                   | 鹿児島県瀬戸内町             | 古仁屋港                                       |                                                                                          |
| いとまん海の駅                   | 沖縄県糸満市                 | 糸満フィッシャリーナ                           | 海の駅公式サイトに記載なし（2024年5月時点）                                              |
| ちゃたん海の駅                   | 沖縄県中頭郡北谷町           | 北谷町フィッシャリーナ                         |                                                                                          |